# Sesia (département)
Pour les articles homonymes, voir Sesia (homonymie).
1802–1814
Entités précédentes :
- République subalpine

Entités suivantes :
- Royaume de Sardaigne

La Sesia est un ancien département français situé dans l'actuel territoire italien, dont le chef-lieu était Verceil. Il est intégré à la République française en 1802 et supprimé en 1814.

## Toponymie
Le département tire son nom de la rivière Sesia. Sur les documents officiels français, son nom est francisé en département de la Sézia.
Il se voit attribuer le numéro 107 dans la liste des 130 départements français de 1811.

## Géographie
- Extrait du Dictionnaire géographique portatif (1809)

« Sesia : (département de la), un des cinq formés en Piémont, Verceil, chef-lieu de préfecture, 3 arrondissements ou sous-préfectures : Verceil, Bielle, Santhia ; 23 cantons ou justices de paix ; de l'évêché de Verceil ; de la cour d'appel de Turin ; population 202 822 habitants ; ils sont laborieux et industrieux, et vont travailler au loin. On y recueille du riz, du chanvre, de la soie, du vin, du fruit et des légumes ; il y a des montagnes abondantes en pâturages et où se trouvent des mines d'or et de fer. Ce département est borné O. par celui de la Doire, S. par celui de Marengo, E. par le département de l'Agogna, N. par la république du Valais. »

## Histoire
Créé à l'époque de la République piémontaise, le département est intégré à la République française le 11 septembre 1802 (24 fructidor an X) par le sénatus-consulte organique portant réunion des départements du Pô, de la Doire, de Marengo, de la Sézia, de la Stura et du Tanaro au territoire français après suppression de la République subalpine.

## Administration
Le département comptait trois arrondissements :
- Arrondissement de Verceil :
  - Cantons : Agnona, Crevacore, Gattinara, Messerano, Quinto, Stroppiana, Trino, Verceil (deux cantons).
- Arrondissement de Bielle :
  - Cantons : Bielle, Bioglio, Cacciorna, Candelo, Cavaglia, Cossato, Graglia, Mongrando, Mosso-Sainte-Marie.
- Arrondissement de Santhia :
  - Cantons : Buronzo, Cigliano, Crescentino, Livomo, Santhia.

Le département de la Sesia faisait partie de la 27e division militaire, avec la  Doire, Marengo, le Pô, la Stura et, jusqu'en 1805, le Tanaro. Il élisait deux députés dans la troisième série du Corps législatif.

## Liste des préfets

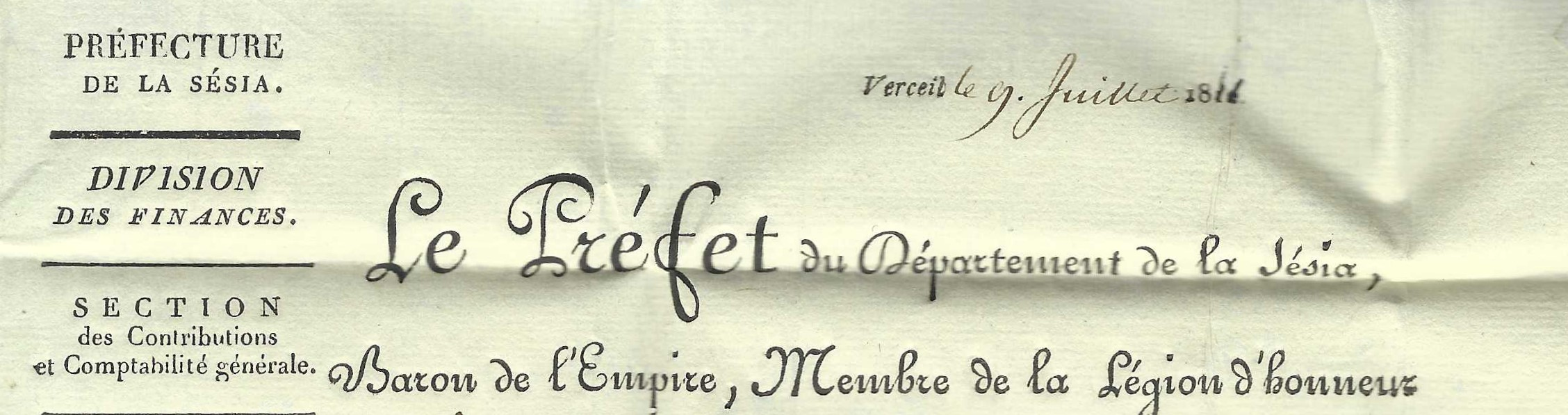
En-tête de lettre du 9 juillet 1811 signée du préfet Giulio du département de la Sesia

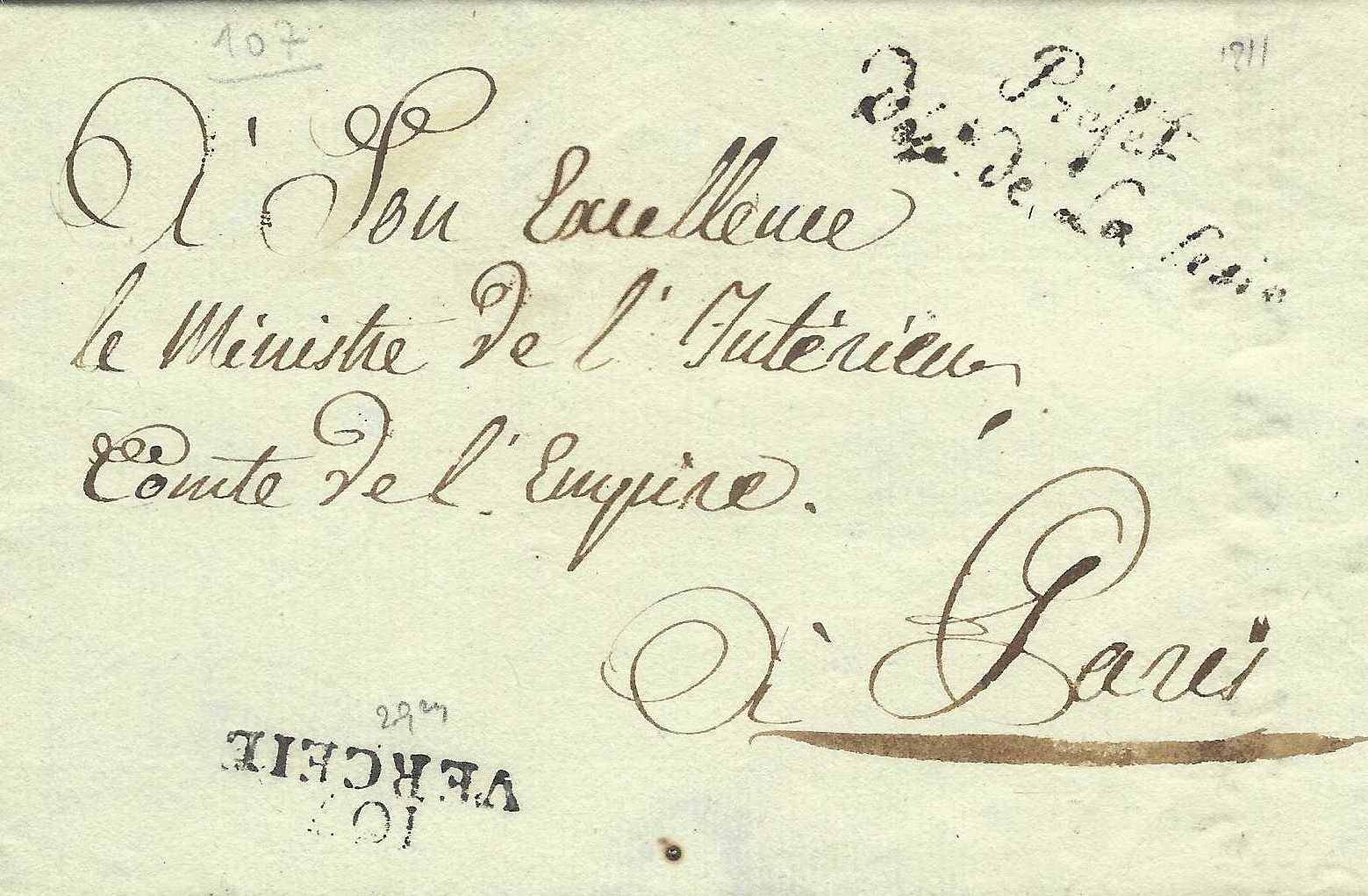
Lettre du 9 juillet 1811 avec cachet de franchise du préfet du département de la Sesia

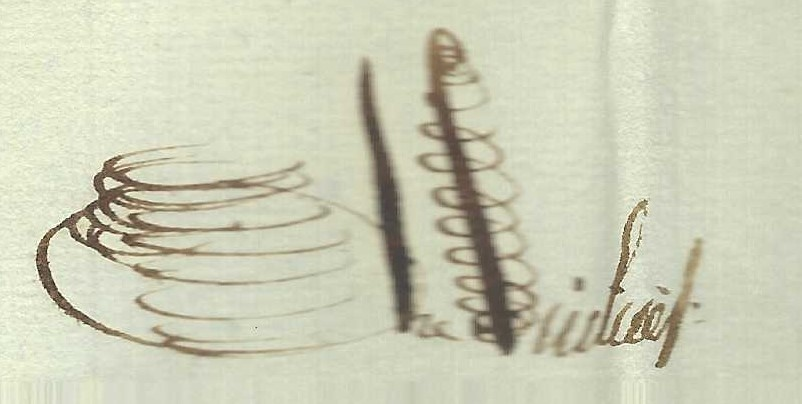
signature du préfet giulio sur lettre du 9 juillet 1811

| Période      | Période | Identité                                  | Fonction précédente | Observation                  |
| ------------ | ------- | ----------------------------------------- | ------------------- | ---------------------------- |
| 26 août 1802 | 1804    | Jean-François Félix Saint-Martin La Motte |                     | Membre du Sénat conservateur |
| 13 mai 1804  | 1814    | Jean Étienne Charles Nicolas Giulio       |                     |                              |